# زمین‌لرزه ۱۹۹۵ ماراتن
زمین‌لرزه ماراتن  در تاریخ ۱۴ آوریل ۱۹۹۵ میلادی، برابر با ‎۲۵ فروردین ۱۳۷۴، ساعت ۰:۳۲:۵۶ به زمان یوتی‌سی در تکزاس رخ داد. ژرفای این زلزله ۱۸ کیلومتر بود، و بزرگی آن ۵٫۷ در مقیاس Mw اعلام شده‌است. زمین‌لرزه به وقت محلی در روز پنج‌شنبه، ساعت ۱۸ روی داده و منطقه زمانی آن یوتی‌سی -۶ بوده‌است (با لحاظ تغییر ساعت تابستانی).
سازمان زمین‌شناسی آمریکا نیز رومرکز این زمین‌لرزه را در مختصات ۳۰°۱۷′۰۶″شمالی ۱۰۳°۲۰′۴۹″غربی / ۳۰٫۲۸۵°شمالی ۱۰۳٫۳۴۷°غربی و ژرفای آنرا در ۱۷ کیلومتر گزارش کرده‌است. بزرگی برگزیدهٔ این سازمان از میان بزرگیهای محاسبه‌شدهٔ مختلف ۵٫۷ در مقیاس Mw بوده و از دید اثر، در میان چهار دسته‌بندی «نامحسوس»، «محسوس»، «زیان‌آور» یا «با تلفات»، زلزله را «با تلفات» اعلام کرده‌است.
پروژهٔ «تنسور گشتاور مرکزوار» زاویه‌های (راستا، شیب، ریک) گسل سازندهٔ زمین‌لرزه و صفحه عمود بر آنرا (°۲۹۲، °۳۷، °۹۵-) یا (°۱۱۷، °۵۳، °۸۷-) و نوع گسل را «عادی» فرارسانده‌است.
زمین‌لرزه هیچ کشته‌ای نداشته و شمار زخمیان ۲ نفر برآورده شده‌است.